# Старуха (верхний правый приток Десны)
Старуха или Балин (укр. Старуха) — правый приток Десны, протекающий по Черниговскому району (Черниговская область, Украина). На сервисе google.com/maps среднее и верхнее течение называется Вереб. Также верхнее течении реки называется Балин. На карте Шуберта (Лист 20-9(3), 1923 год) имеет название Верпепо.

## География
Длина — 26, 30 км. Бассейн — 207 км². Скорость течения — 0,1. Русло реки (отметки уреза воды) в среднем течении (село Мажуговка, при впадении Вереба) находится на высоте 114,9 м над уровнем моря.
Русло сильно-извилистое с крутыми поворотами в нижнем течении. В верхнем течении создано два пруда (село Андреевка). В среднем течении русло выпрямлено в канал (канализировано) шириной 6 м и глубиной 1 м. Далее русло раздваивается на рукава: Речище и Старуха. Старуха у села Слабин впадает в два озера (Ямочка и безымянное), далее создана сеть каналов, затем впадает в озеро Солёное и вновь сливается в одно русло. Долина в верховье реки изрезана оврагами (шириной 10-12 м и глубиной 2-5 м) и промоинами, в нижнем течении долина Старухи сливается с долиной Десны.
Река берёт начало от двух сухоречий севернее села Андреевка (Черниговский район). Река течёт на юго-восток, восток, юг. Впадает в Десну (на 162-км от её устья) северо-западнее села Ладинка (Черниговский район).
Пойма очагами занята заболоченными участками, лугами, кустарниками и лесами (лесополосами).
Притоки (от истока к устью):
1. Вереб (левый)
2. Речище (правый)

Населённые пункты на реке (от истока к устью):
Черниговский район
1. Андреевка
2. Якубовка
3. Слабин